# Philibert Berthelier

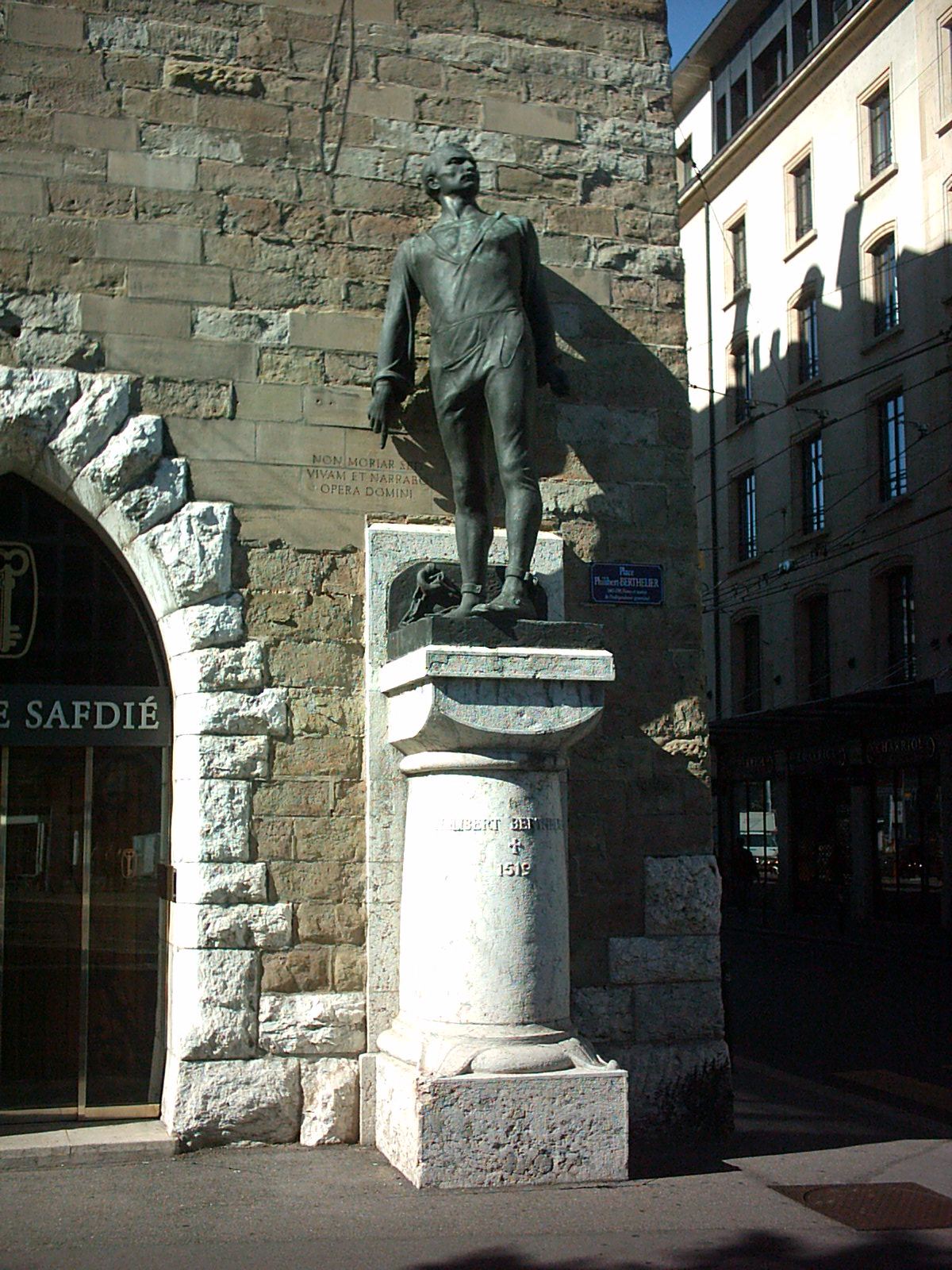
Statue von Philibert Berthelier am Fuss der Tour de l’Ile

Philibert Berthelier (* um 1465 in Virieu-le-Grand; † 23. August 1519 in Genf) war ein Genfer Politiker und ein Verteidiger der Freiheiten und der Privilegien der Genfer Bürger gegen den Genfer Fürstbischof und gegen den Herzog von Savoyen.

## Leben
Er war der Sohn eines reichen Besitzers von Weinbergen und einer Gerberei im Valromey, der 1464 Bürger von Genf wurde. Philibert Berthelier studierte Jura, wahrscheinlich in Chambéry. Er kaufte 1482 und 1485 zwei Häuser in Genf. Aber er arbeitete auch für den Landesherrn von Virieu-le-Grand: er stand zuerst im Dienste von Philipp II. von Savoyen und dann von René von Savoyen, den er bei dem italienischen Feldzug von Ludwig XII. 1502–1503 begleitete.
Danach liess er sich definitiv in Genf nieder. Er wurde 1505 Hauptmann der Bogenschützenkompanie und Mitglied des Rats der Fünfzig. Am 10. Februar 1512 wurde er in den Kleinen Rat gewählt. Von 1513 bis 1516 war er Kastellan von Peney, das dem Bischof unterstand. Er heiratete Amblarde Du Crest und hatte zwei Söhne: Philibert und François Daniel.
Er war einer der Anführer der Fraktion, die eine grössere Unabhängigkeit der Stadt Genf vom Fürstbischof und insbesondere von den Herzögen von Savoyen zu erreichen suchten, und die zu diesem Zweck eine Allianz mit den Schweizer Kantonen befürworteten. Die Herzöge von Savoyen versuchten trotz der existierenden Handfeste die Stadt in ihr Territorium einzuverleiben. Am Anfang des 16. Jahrhunderts besassen sie die meisten umliegenden Gebiete. Sie hatten auch schon die Herrschaft über das Château de l’Ile, eine Burg in Genf auf der brückentragenden Insel in der Rhone, und sie vermochten öfters Mitglieder des Hauses Savoyen auf den Fürstbischofssitz zu platzieren.
Philibert Berthelier kämpfte insbesondere gegen den 1513 ernannten neuen Bischof Jean-Louis von Savoyen, der vom Herzog Karl III. von Savoyen unterstützt wurde. Nachdem 1517 ein Haftbefehl gegen ihn erlassen wurde, flüchtete er für ein paar Monate nach Freiburg (er hatte 1512 das Freiburger Bürgerrecht erteilt bekommen). Dort hat er zusammen mit dem Genfer Bezanson Hugues ein Burgrecht zwischen den beiden Städten ausgehandelt. Als er 1518 nach Genf zurückkehrte, wurde er wegen Majestätsbeleidigung vor Gericht der Stadt angeklagt, aber die Syndics sprachen ihn am Anfang des Jahres 1519 frei.
Das Burgrecht zwischen Genf und Freiburg erzürnte den Herzog Karl III., der 1519 mit einer Armee in Genf einmarschierte und durch Druck auf die Eidgenossen Freiburg dazu brachte, das Abkommen aufzulösen. Am 20. August 1519 kommt der Bischof nach längerer Abwesenheit in die Stadt zurück und lässt Berthelier am 22. festnehmen. Da dieser sich weigerte dem bischöflichen Propst Claude Du Bois zu antworten und ihn als Richter anzuerkennen (er berief sich auf den in den Handfesten vorgesehenen Prozess vor dem Viztum oder den Syndics), wird er zum Tode verurteilt.
Philibert Berthelier wurde am 23. August 1519 vor dem Château de l’Ile geköpft.

## Ehrungen
Philibert Berthelier wird als Märtyrer der Genfer Unabhängigkeit und als einer der Väter der Allianz zwischen Genf und den Schweizer Kantonen betrachtet. Diese wurde 1526, 7 Jahre nach Bertheliers Hinrichtung, durch ein Burgrecht zwischen Genf, Freiburg und Bern, dauerhaft abgeschlossen.
Im 19. Jahrhundert wurde an der Stelle seiner Hinrichtung in die Mauer der Tour de l’Ile (letzter existierend Teil des Chateau de l’Ile) eine Marmortafel eingelassen, mit der Inschrift: « A la mémoire de Philibert Berthelier décapité pour avoir défendu les libertés et franchises de sa patrie (1519) » (An das Gedächtnis von Philibert Berthelier, enthauptet, weil er die Freiheiten und die Handfesten seines Vaterlands verteidigte (1519)).
Daneben am Fuss des Turms wurde am 30. Mai 1909 als Denkmal eine Bronzestatue von Ampellio Regazzoni auf einer Säule errichtet. Dahinter steht der Psalmtext, den Berthelier vor seiner Hinrichtung in Mauer seines Kerkers graviert hatte (Ps 118,17 ): « Non moriar sed vivam et narrabo opera domini » (Ich werde nicht sterben, sondern leben, um die Taten des Herrn zu verkünden.)
Le Philibert Berthelier war eine von 1907 bis 1913 in Genf publizierte, freisinnig orientierte Zeitschrift.

## Sein Sohn Philibert
Sein Sohn, auch Philibert Berthelier genannt, wurde nach der Reformation wegen frevelhaftem Verhalten von dem Konsistorium 1551 exkommuniziert. 1555 wurde er vom Stadtgericht zum Tode verurteilt, woraufhin er aus Genf floh.